# Szczodre Gody
Godowe Święto, Szczodre Gody, Szczodruszka (Hody, kasz. Gòdë, śl. Gody, ros. Коляда́) – w tradycji słowiańskiej święto celebrujące przesilenie zimowe, poprzedzone Szczodrym Wieczorem. Zwycięstwo światła nad ciemnością symbolizuje czas, w którym zaczyna przybywać dnia, a nocy ubywać – tym samym przynosząc ludziom nadzieję, optymizm oraz radość. U Słowian Szczodre Gody ustanawiają początek nowego roku solarnego i obrzędowego i trwają nawet kilkanaście dni.
W Czechach i na Słowacji święto może być nazywane Kraczun, w Rosji Koljada-Kolęda (w różnych wersjach nazwy). Święto Godowe dawni Słowianie nazywali kolędą. Istnieją różne teorie dokładnej etymologii tego słowa.

## Obrzędy
Nowy Rok u Słowian przed przybyciem chrześcijaństwa obchodzony był na wiosnę, nie był jeszcze obchodzony w okolicach Święta Godowego. W społeczności słowiańskiej zachowało się wiele zwyczajów podobnych do kolędowania obchodzonych w okolicy zimy i wiosny. Ze względu na to, że w czasach antycznych Słowianie nie posiadali swojego alfabetu i nie spisywali swoich zwyczajów, nie wiadomo zbyt wiele o ich kulcie. Święto Godowe było prawdopodobnie słowiańskim odpowiednikiem germańskiego Rauhnacht.
Najważniejszym bogiem, któremu poświęcono Szczodre Gody był Weles, opiekun magii, wiedzy, bogactwa, bydła i dzikich zwierząt. W czasie Godowych Świąt istniał zwyczaj łamania i dzielenia się chlebem, a także wróżenia przebiegu przyszłego roku, np. pogody i zbiorów. Ze stanu pogody w ciągu kolejnych dwunastu dni czyniono wróżbę do odpowiednio kolejnych miesięcy roku. Ścielenie słomy lub siana pod nakryciem stołu służyło wróżbom określającym przychylność losu na podstawie wyciągniętych słomek. Niektórzy badacze podają, iż rozścielenie siana pod miskami z jadłem miało na celu obłaskawienie sprawującego pieczę nad rodziną demona Siema, albo też bóstwa zboża i pól – Rgieła. Okresowi Szczodrych Godów towarzyszył również zwyczaj kolędowania, który pierwotnie związany był z radosnymi pieśniami noworocznymi oraz wywodzącym się jeszcze z tradycji słowiańskiej Turoniem, który symbolizował odrodzenie ziemi.
Dzieci w szczodry wieczór otrzymywały drobne upominki oraz orzechy, jabłka i specjalne placki zwane szczodrakami w kształcie zwierząt lub lalek. U Słowian przesilenie zimowe poświęcone było także duszom zmarłych przodków. By dusze zmarłych mogły się ogrzać, palono na cmentarzach ogniska i organizowano rytualne uczty, z którymi w późniejszym okresie przeniesiono się do domostw.
Echem tego zwyczaju pozostało dodatkowe nakrycie dla duchów przodków przy wigilijnym stole. W części regionów (głównie na Śląsku) w okresie tym praktykowano zwyczaj stawiania w kącie izby pierwszego zżętego snopa żyta zwanego diduchem. Był on zazwyczaj dekorowany suszonymi owocami (najczęściej jabłkami) oraz orzechami, zaś po święcie pieczołowicie przechowywany, aż do wiosny. To właśnie z nasion pochodzących z kłosów tegoż snopa należało bowiem rozpocząć przyszłoroczny siew. W innych regionach, szczególnie w południowej Polsce (na Podhalu, Pogórzu, Ziemi Sądeckiej i Krakowskiej oraz także na Śląsku) dekorowano tzw. podłaźniczkę – gałąź jodły, świerku lub sosny podwieszaną pod sufitem, nad drzwiami lub oknem. Na przełomie XVIII i XIX wieku tradycje te niemal całkowicie zastąpił przybyły z Niemiec zwyczaj dekorowania choinki (która to ostatecznie stała się niejako symbolem innego święta, jakim jest chrześcijańskie Boże Narodzenie).
Współcześnie obchody te są nadal kultywowane w okresie przesilenia zimowego np. przez formalne zarejestrowane związki wyznaniowe, odwołujące się do etnicznej wiary Słowian.

## Galeria

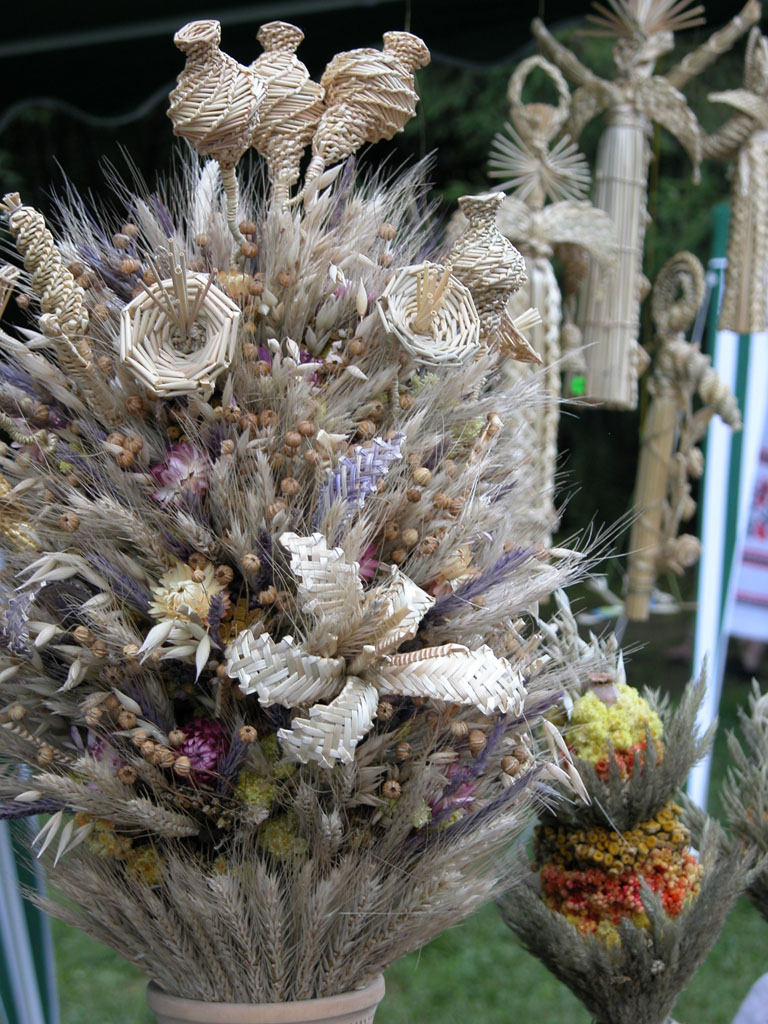
Współczesny ukraiński diduch
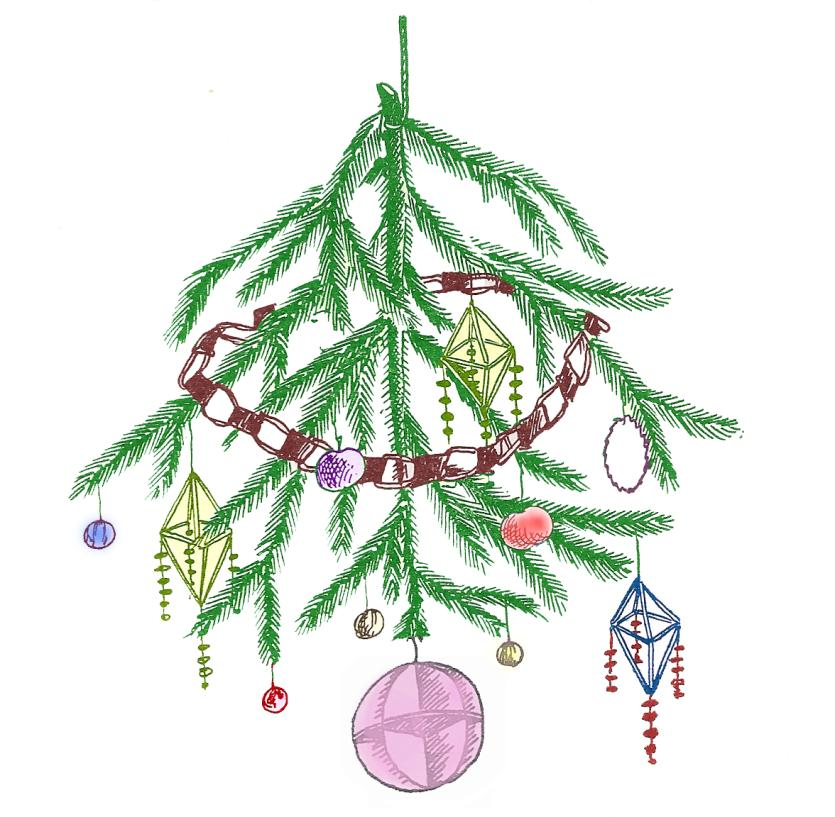
Wierzchołek choinki, tzw. podłaźniczka
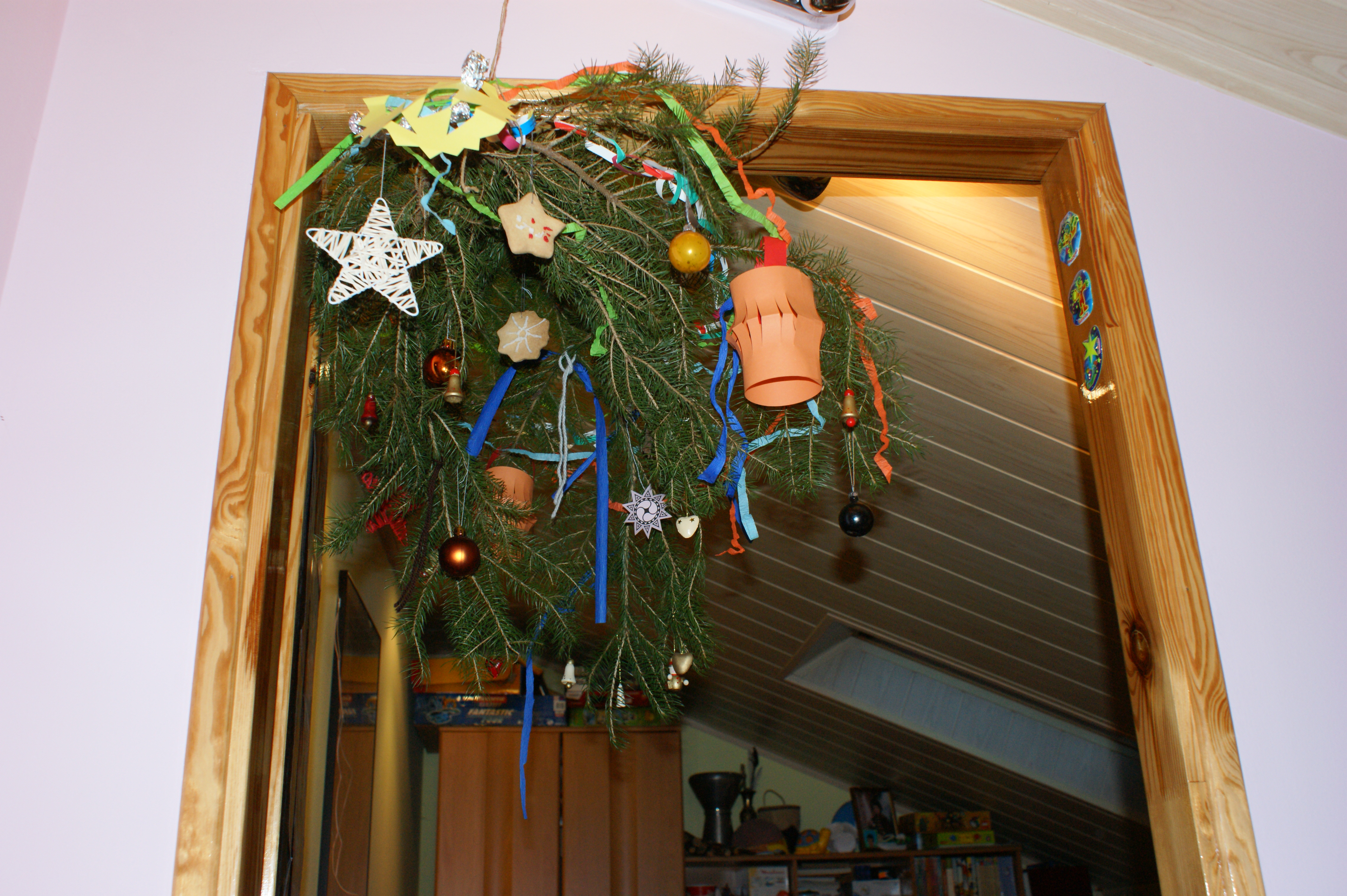
Podłaźniczka
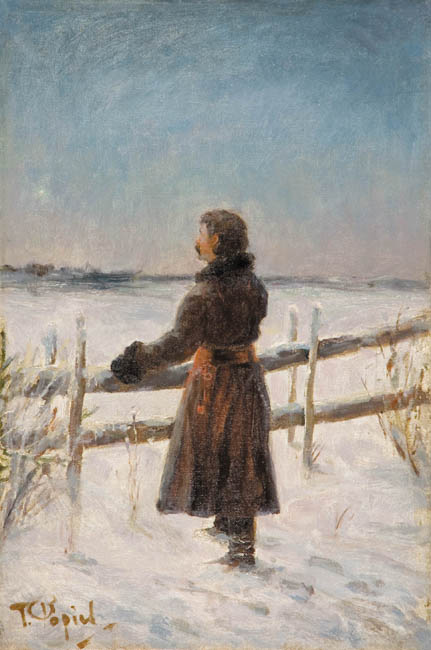
Tadeusz Popiel (1863-1913), Pierwsza gwiazdka
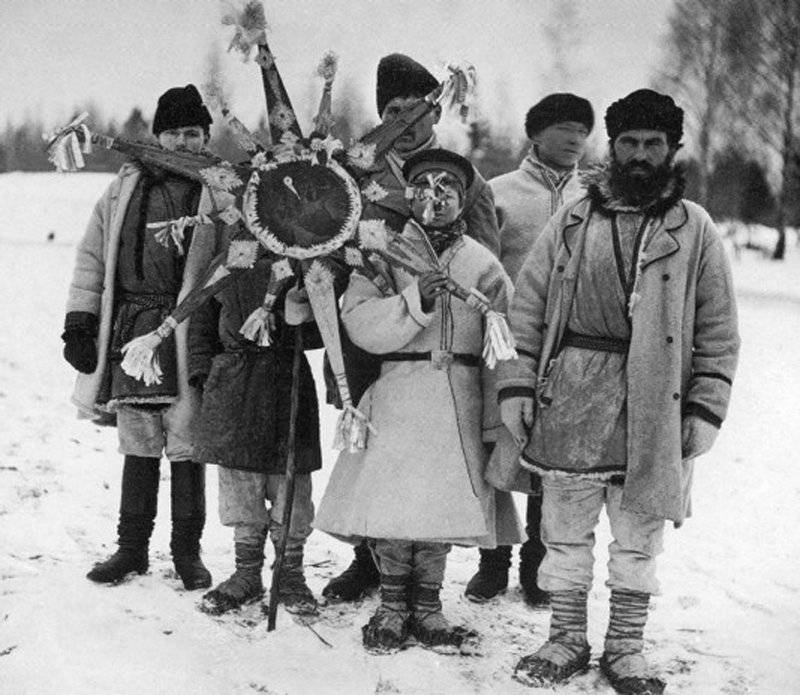
Białoruscy kolędnicy, zdjęcie wykonane w 1903 roku w guberni mohylewskiej
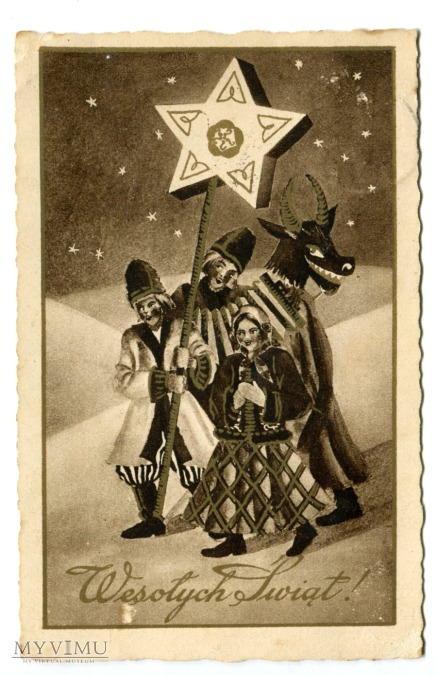
Kolędnicy z turoniem na polskiej pocztówce z 1937 r.
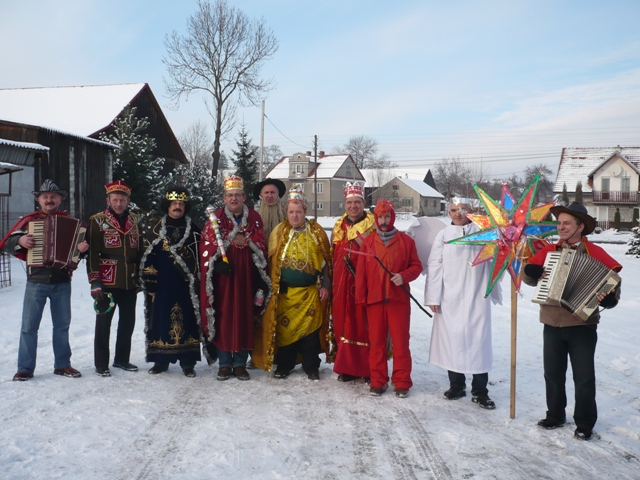
Kolędnicy małopolscy 2008/2009
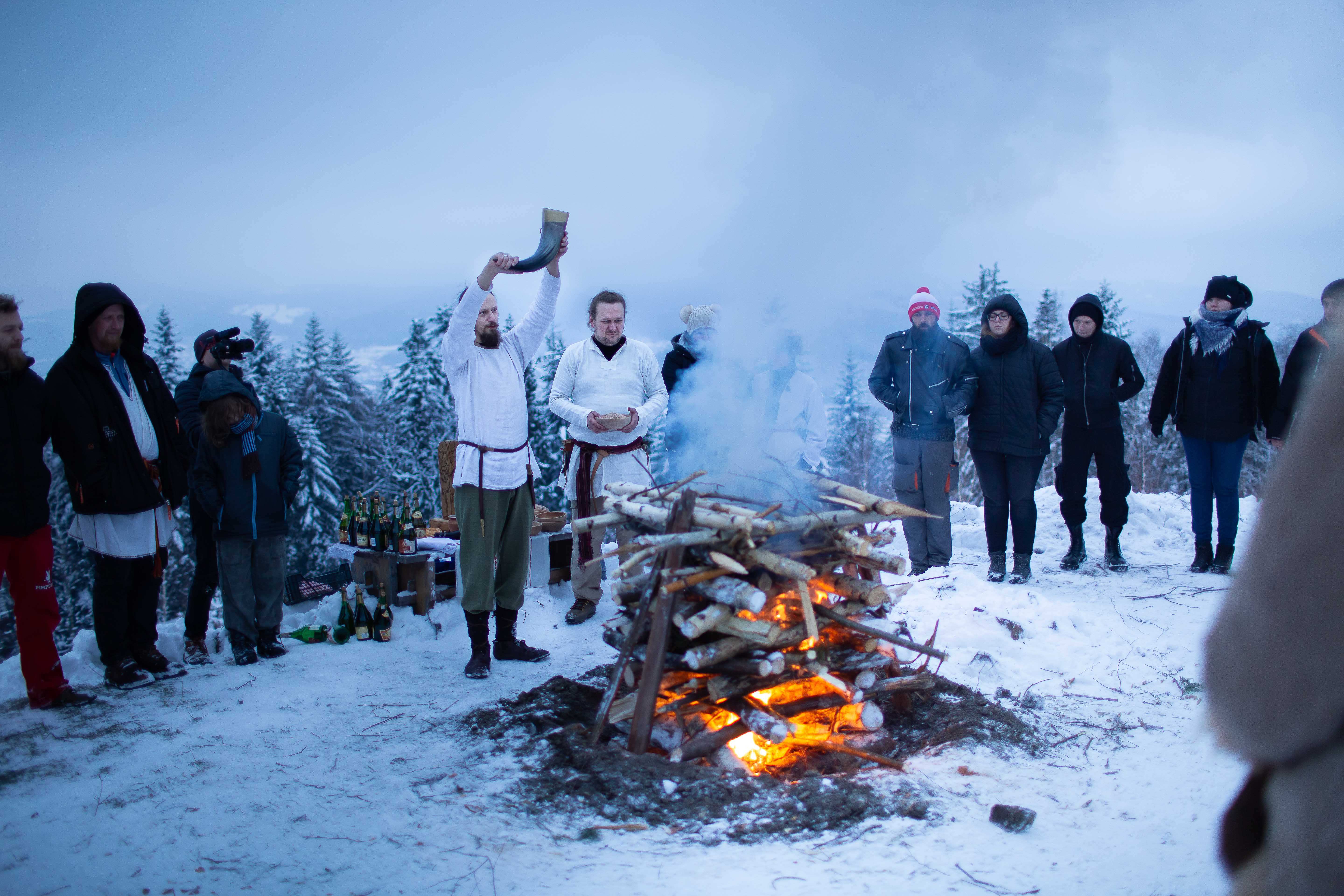
Składanie ofiar w ogień podczas rodzimowierczych obchodów święta